# Marie Příleská
Marie Příleská, vlastním jménem Marie Blažková, rozená Maria Mořkovská (23. prosince 1882 Všechovice – 25. června 1963 Gottwaldov) byla moravská spisovatelka, básnířka a dramatička.

## Život
Její rodiče byli Alois Mořkovský, hostinský ve Všechovicích, a Marie, rozená Ječmenová. Marie se vdala s Josefem Bohumírem Blažkem (29. července 1875 Žarošice). Měli spolu tři děti: Jarmilu Blažkovou vdanou Švehlovou, Miroslava a Josefa Blažka.
V letech 1936–1948 byla členkou Moravského kola spisovatelů. Psala povídky, romány, básně, dramata; psala pro děti i pro hudební skladatele. Zemřela na zkornatění tepen, zánět srdce ve věku 80 let.

## Dílo

### Beletrie
- Hledám ženu: Román. Praha: Melantrich, [po 1925]
- Mocnější pouta: dívčí obrázek z nedávných ještě let; s 8 ilustracemi Františka Vrobla. Mladá Boleslav: Karel Vačlena, 1925
- Nové české pohádky: ilustrátor Otakar Štáfl. 1926
- Moravské obrázky. Praha: Fond Julia Zeyera při České akademii věd a umění: Bursík a Kohout [distributor], 1928 – Brno: Moravské kolo spisovatelů, 1940
- Pinkoš: slasti a trudy psíka; ilustroval František Václav Eisenreich. Praha: Státní nakladatelství, 1931
- Z Dušanových pohádek; ilustroval Jar. Nejedlý. Praha: Eduard Weinfurter, 1931
- Vůdce: in memoriam. Praha: J. Baťa, 1933
- Od srdce k srdci: Praha: E. Weinfurter, 1936
- Bouře a jiné povídky. Praha: A. Neubert, 1940
- Pohádky šťastných chvil; ilustroval Zdeněk Guth. Praha: Josef Richard Vilímek, 1942

### Básně
- Píseň života. Praha: E. Weinfurter, 1927
- Vítra a vlny: básně. Praha: E. Weinfurter, 1932
- Bílá, modrá, červená: básně. Praha: E. Weinfurter, 1936
- Odevzdání: básně. Praha: E. Weinfurter, 1936

### Dramata
- Očkování proti lásce: veselohra o třech dějství. Praha: Evžen J. Rosendorf, [1931]
- I člověk spravedlivý ...: hra o třech dějstvích a předehře z moravské dědiny (z doby velké války). Praha: Nakladatelské družstvo Máje
- Rozvod na zkoušku: (rozvod z lásky): veselohra o 3 jednáních s dohrou. Praha: Lidové umění: Jaroslav Frey: A. Neubert [distributor], 1935
- I podzim je krásný ...: hra o třech dějstvích. Praha: A. Neubert, 1940

### Hudebniny
- Modlitba za vlast [hudebnina]: [slova] Jindřich Šimon Baar: Šla láska kol ...: [slova] Marie Příleská – Jindřich Jindřich. Praha: Emanuel Starý, 1937
- Hlahol: sbírka čtverozpěvů pro mužské hlasy: zpěvem k srdci – srdcem k vlasti!: partitura. Číslo 191 – Jindřich Jindřich; Jindřich Šimon Baar, Marie Příleská. Praha: Emanuel Starý, [1937]
- Zpěvy o mamince: op. 11: ženské sbory – hudba Zdeněk Blažek; text M. Příleská, O. Sedlmayerová a jeden text lidový. Praha: Melantrich; Brno: Pazdírek. 1938
- Vlasti! [hudebnina]: ženský sbor – složil Jindřich Jindřich; na slova M. Příleské. [Praha]: Jindřich Jindřich, [1938?] – Praha: Pěv. Obec, 1938
- Tři sbory [hudebnina]: pro ženské hlasy a klavír: op. 178 – Josef Bohuslav Foerster; text: Vladimír Thiele (Maminka stůně), Josef Pospíšil (Bez), Marie Příleská (Letní noc). Praha: Hudební matice Umělecké besedy, 1946